# 'Ndrina Pititto
I Pititto-Prostamo-Iannello sono una 'ndrina di Mileto, in provincia di Vibo Valentia. Le loro attività illecite vanno dall'estorsione al traffico di stupefacenti.

## Storia

### Anni '80 - Nascita del locale di Mileto
Nel 1987 hanno il consenso ad aprire il locale di Mileto, i Pititto-Postramo con a capo Giuseppe Prostamo gestiva tutto il comune di Mileto e i Galati Comparni.

### Anni 2000 - Operazione Genesi
Il 5 settembre 2019 la corte d'appello di Catanzaro condanna il ministero della Giustizia a risarcire il presunto boss Pasquale Pititto per il processo Genesi del 2000 scaturito dal processo Metropolis nato il 10 ottobre 1998 e non ancora concluso dopo oltre 19 anni.

### Anni 2010

#### 2017 - Operazione e processo Stammer 1
Il 25 gennaio 2017 si conclude l'operazione Stammer che chiede l'arresto di 54 persone e di cui 42 effettivamente arrestate, accusate a vario titolo di associazione per delinquere e traffico internazionale di sostanze stupefacenti, tra cui presunti affiliati dei Mancuso di Limbadi, dei Fiarè di San Gregorio d'Ippona, dei Pititto-Prostamo-Iannello di Mileto ed un gruppo di San Calogero, con il sequestro del più grande carico, 8 tonnellate di cocaina, mai eseguito in Italia. La droga partiva dalla Colombia, per poi giungere nei porti di Gioia Tauro, Genova e Napoli, attraverso la Spagna e i Paesi Bassi, per essere redistribuita in ben 15 regioni d'Italia, tra cui anche Sicilia e Campania dove le locali organizzazioni pare avrebbero provveduto allo spaccio, ma veniva distribuita anche nel Regno Unito.

#### 2018 - Operazione e processo Stammer 2
1º marzo 2018: operazione Stammer 2 - Melina.

## Esponenti di spicco
- Giuseppe Prostamo (? - ?), capobastone e capo-locale dal 1987 fino alla sua morte.
- Antonio Prostamo
- Nazzareno Prostamo, condannato all'ergastolo.
- Giuseppe Prostamo
- Michele Iannello, collaboratore di giustizia, condannato all'ergastolo per l'omicidio di Nicholas Green[9].